# Sesleria albicans
Sesleria albicans là một loài thực vật có hoa trong họ Hòa thảo. Loài này được Kit. miêu tả khoa học đầu tiên năm 1814.

## Hình ảnh

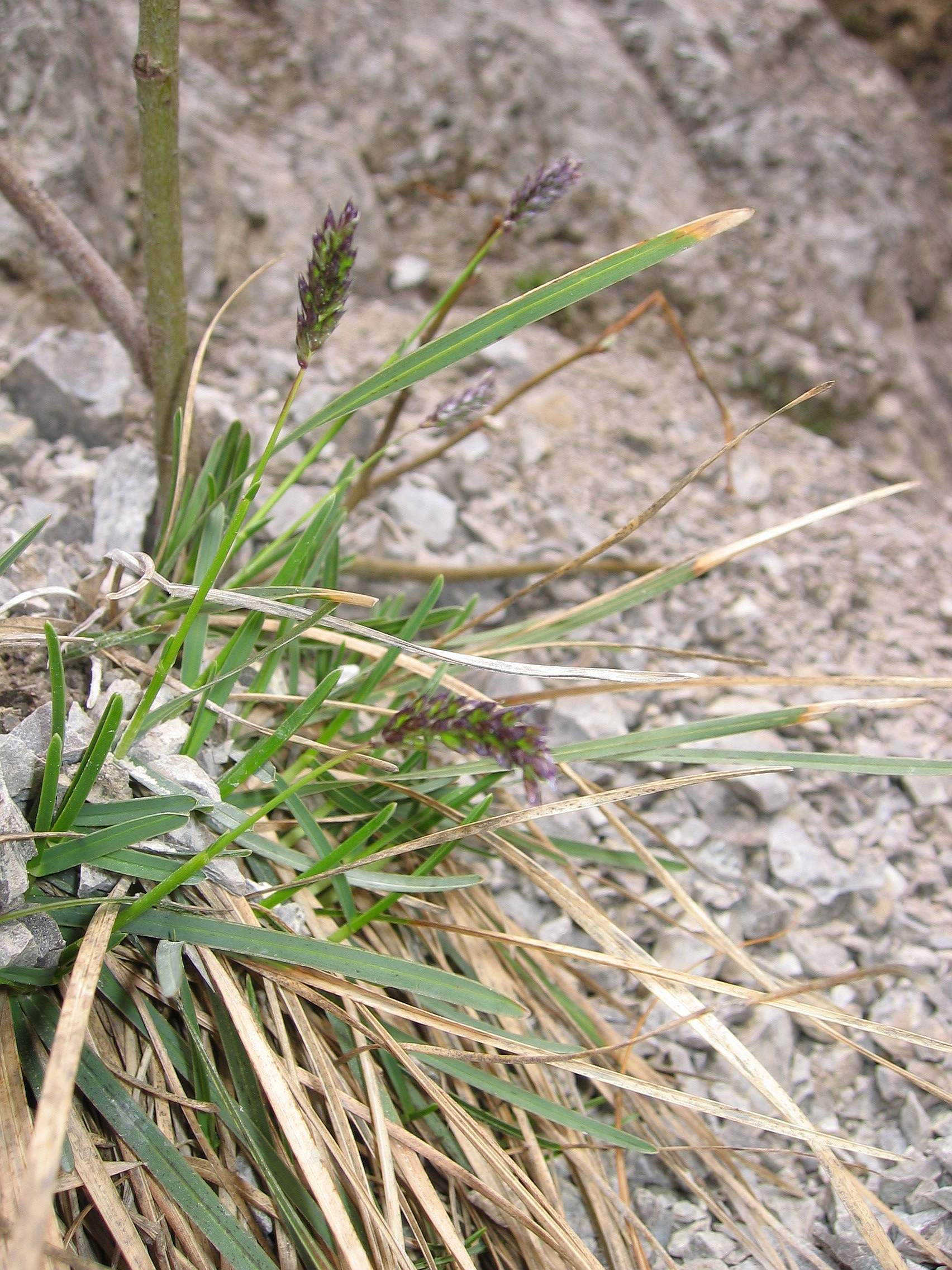
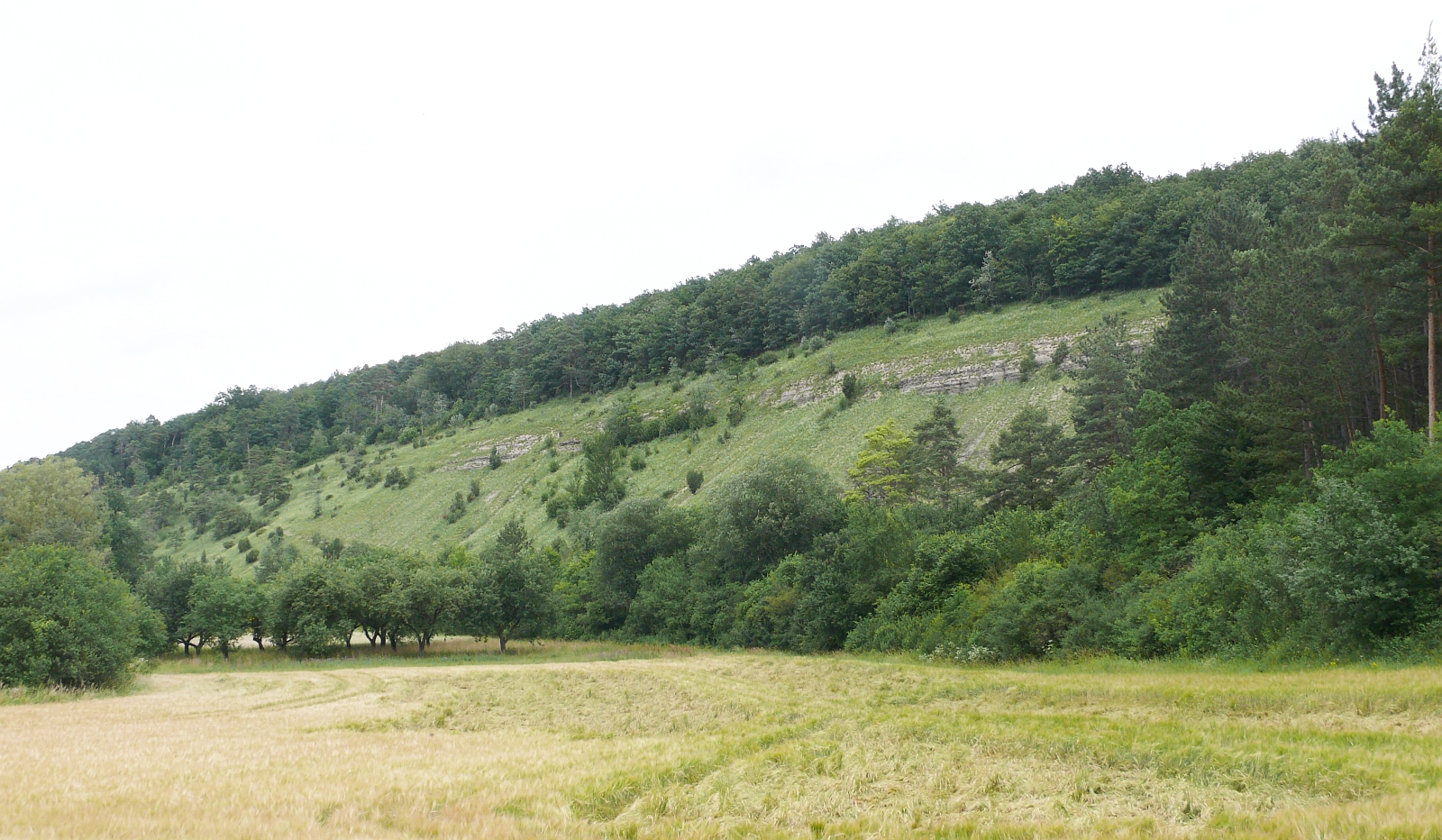
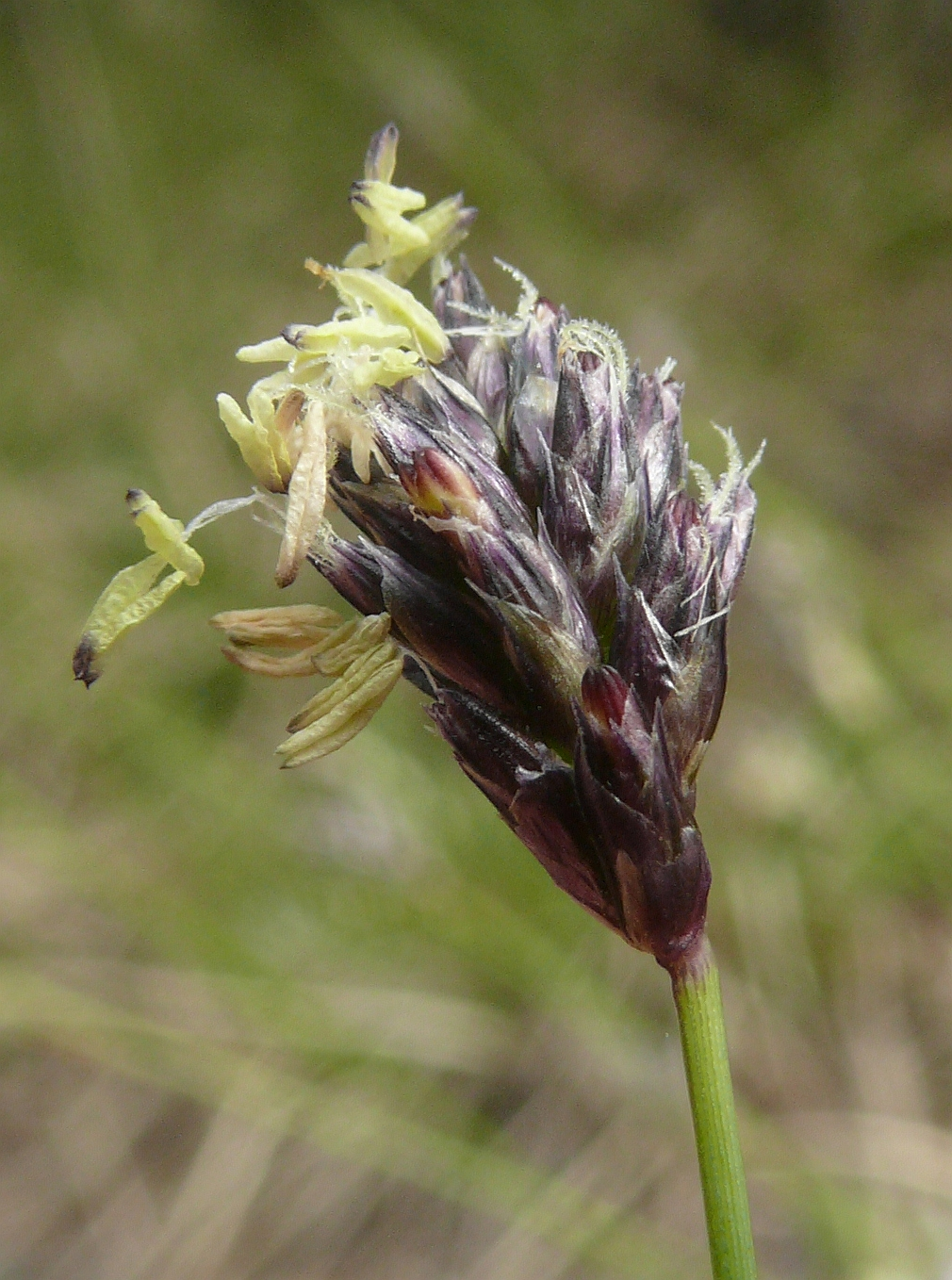
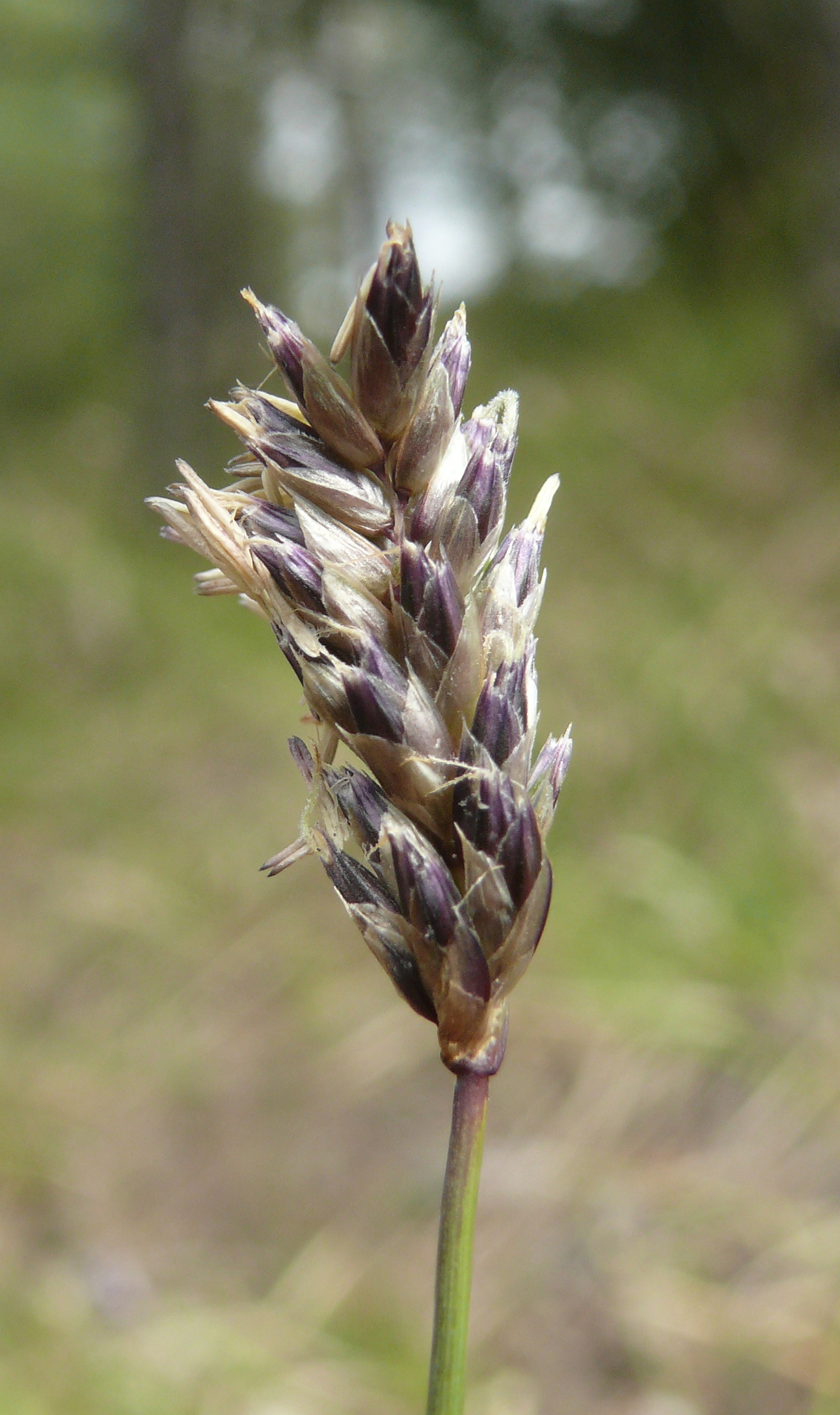